# Ranko Orlić
Ranko Orlić (Split, 29. lipnja 1922. — Split, 15. siječnja 1942.), hrvatski pripadnik pokreta otpora u Drugome svjetskom ratu i komunist.

## Životopis
Rodio se je 29. lipnja 1922. godine. Pohađao je srednju tehničku školu u Splitu. Već kao srednjoškolac priključio se je revolucionarnom omladinskom pokretu. Godine 1938. učlanio se je u SKOJ. Nakon kapitulacije Jugoslavije dao se je u ilegalne aktivnosti. Sakupljao je oružje i sklonio ga na sigurno. Nakon što je Split pripojen Italiji i okupiran po talijanskim snagama, Orlić je sudjelovao u raznim akcijama specijalnog rata protiv talijanske okupacije: izmrčio je ploče s imenima ulica kojima su Talijani dodijelili nova imena, pisao je parole, prenosio je različito tvorivo (oružje, letke, tisak). Sudjelovao je u demonstracijama protiv primanja školskih svjedodžba na talijanskom jeziku. Osim u tim neoružanim akcijama, sudjelovao je u brojnim bombaškim akcijama. Dugotrajna intenzivna aktivnost nije dugo potrajati. Talijanske snage su ga uhitile. Prigodom pretresa stana našli su mu više ilegalnog materijala. Na ispitivanju je bio mučen. Ništa nije odao, pa su ga osudili su ga na smrt. Povod za izvršenje našli su 
15. siječnja 1942., kad su splitski omladinci pripadnici pokreta otpora ubili zamjenika zapovjednika satnije Crnih košulja Giuseppe Sacco i vicefederala fašističke stranke, domaćeg fašista Antonnija Hoffmanna. Za osvetu su isti dan skupa su na splitskom groblju Lovrincu strijeljani Ranko Orlić, Vinko Boljat iz Solina i Silvestar Batina.
Za vrijeme Jugoslavije u Splitu je jedna osnovna škola nosila njegovo ime.